# Мельниченко Василь Олександрович
Василь Олександрович Мельниченко (нар. 1954, Озаринці, Могилів-Подільський район, Вінницька область, Українська РСР) — російський фермер, директор сільськогосподарського підприємства «Галкинська» Свердловської області, член Спілки журналістів Росії.

## З життєпису
Народився в селянській родині. В 1971 закінчивши Озаринську середню школу, працював директором сільського будинку культури. З 1972 по 1974 служив в лавах армії. Після демобілізації працював в органах МВС та інших державних установах Вінницької, Черкаської та Свердловської областей.
Запрошувався як експерт з проведення реформи місцевого самоврядування в Ленінградській області. Працював в проектах стратегічного планування розвитку різних районів Тульської області.
У 2000 році обраний головою коаліції провінційних і сільських громадських об'єднань «Уральська народна асамблея». У 2012 році брав участь у виборах до Ради з прав людини при президенті РФ.
Виступає з різкою критикою путінської моделі управління державою. Лауреат премії імені Андрія Сахарова за журналістику, як вчинок за серію публікацій щодо захисту прав сільських жителів (2003), володар Знака суспільного визнання «Символ Свободи» (2005), заснованого міжрегіональної громадською організацією «Центр підтримки правових ініціатив» та Спілкою журналістів Росії, лауреат Всеросійського конкурсу «Честь. Мужність. Майстерність» ім. Артема Боровика (2007).